# 11795 Фредрікбрун
11795 Фредрікбрун (11795 Fredrikbruhn) — астероїд головного поясу, відкритий 22 серпня 1979 року.
Тіссеранів параметр щодо Юпітера — 3,287.